# Anammox

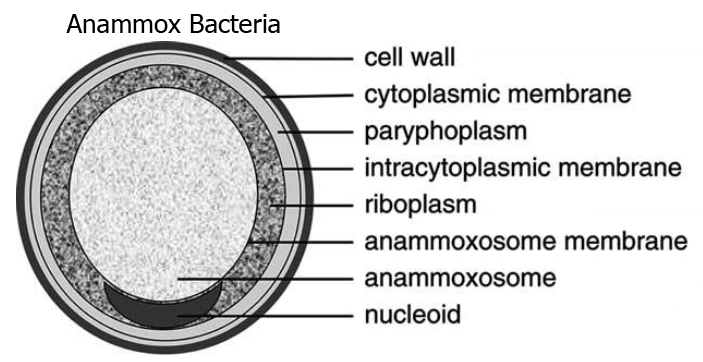
Schema della cellula di Brocadia anammoxidans, batterio anammox.

L'Anammox è un processo metabolico che prevede l'ossidazione dell'ammoniaca in condizioni anossiche.
È caratteristico di alcune specie appartenenti al phylum batterico dei Planctomycetes. La reazione complessiva del processo è:
{\displaystyle {\ce {NH4+ + NO2- -> N2 +2H2O}}}
Il processo anammox venne teorizzato, sulla base di calcoli termodinamici, dal chimico austriaco Engelbert Broda nel 1977, venendo infine individuato in un sistema vivente solamente negli anni Novanta.

## Biochimica
Il processo si svolge all'interno dell'anammoxosoma, un vero e proprio organello cellulare delimitato da una membrana estremamente densa – fatto insolito per dei batteri, in quanto sono solitamente privi di membrane interne –, che impedisce la diffusione degli intermedi tossici di questo processo. I lipidi facenti parte di questa membrana sono assolutamente peculiari, e specifici di questi batteri. Nell'anammox, il nitrito viene ridotto a monossido di azoto (NO) da parte dell'enzima nitrito reduttasi. La reazione tra NO ed uno ione ammonio, catalizzata dall'idrazina idrolasi, porta alla sintesi di idrazina, {\displaystyle {\ce {N2H4}}}. Questo composto viene successivamente ossidato dall'idrazina deidrogenasi, con la formazione di {\displaystyle {\ce {N2}}}ed elettroni. Gli elettroni entrano nella catena di trasporto dell'anammoxosoma, che crea un gradiente protonico utilizzato per la sintesi di Adenosina trifosfato.

## Ecologia
Sebbene il processo anammox fosse allora ignoto, evidenze della formazione di azoto gassoso si registrano già negli anni Trenta. Il requisito fondamentale affinché questo processo metabolico possa avvenire è la presenza di ammonio e nitrato in ambiente anossico (privo di ossigeno). In natura il nitrito è il risultato del metabolismo dei batteri ammonio-ossidanti, che ossidano l'ammoniaca a nitrito. Questi microrganismi convivono con i batteri anammox in ambienti ricchi di ammoniaca, come le fogne e le acque di scarico. Per questo motivo si è considerato l'utilizzo di queste specie per trattare le acque inquinate.